# Henry Harwood
Henry Harwood Harwood (Londres, Inglaterra; 19 de enero de 1888 - Oxfordshire, 9 de junio de 1950) fue un marino con el grado de almirante de la Real Marina Británica cuya fama se debe a su participación en la Batalla del Río de la Plata en diciembre de 1939 en los inicios de la Segunda Guerra Mundial.

## Biografía
Henry Harwood nació en un barrio londinense denominado St George, en Hannover Square en 1888, era hijo de una familia media acomodada cuyo padre fue Surtees Harwood Harwood, un prestigioso abogado del buffette Ashman de Suffolk y su esposa, María Cecilia Ullathorne.
Fue educado en los exclusivos colegios de Foster School y en Stubbington School House, una escuela preparatoria naval denominada la cuna de la Royal Navy graduándose como cadete en 1903 a sus 15 años de edad a bordo del HMS Britannia e ingresando a la Real Marina Británica en 1904.
Harwood demostró ser un joven muy inteligente, brillante y esforzado, calificó para teniente con la más alta cualificación el 30 de julio de 1908.
El teniente Harwood se especializó en torpedos y fue oficial torpedista en diferentes unidades de la Royal Navy.
Harwood participó en la Primera Guerra Mundial sin llegar a ver la acción siendo ascendido a teniente comandante en 1916.
Finalizada la Gran Guerra, Harwood fue destinado al HMS Royal Sovereing como oficial de torpedos.
En 1919, fue nombrado Oficial de la Orden del Imperio Británico (OBE) por sus brillantes servicios en la Royal Navy y en 1921 nombrado comandante. En 1924 se casó con Joan Kate Sealway y tuvieron dos hijos, también ese año obtuvo su primer mando, el destructor HMS Warwick. En 1925 se le confió el mando de la 9.ª división de destructores.

En 1928 obtuvo el grado de capitán y fue enviado junto a la escuadra a América del Sur; visitando Chile, Argentina, Uruguay y Brasil. Posteriormente Harwood fue incluido como parte del Estado Mayor de la Armada sirviendo como Jefe de Personal y como oficial de torpedos en el Mediterráneo. En 1931, asistió a un curso de oficiales de alto rango que duró hasta 1932 en el Imperial Defence College, terminado el curso se le dio el mando del HMS Londres.
En septiembre de 1936 fue ascendido a Comodoro en grado segundo de flota y colocado al mando de la división sudamericana de cruceros con base en West Indians.
En enero de 1939, Harwood enarbolando su insignia en el HMS Ajax, coopera humanitariamente con las víctimas del terremoto de Talcahuano, Chile recibiendo la condecoración del Orden del Mérito chileno.

## Batalla del Río de la Plata

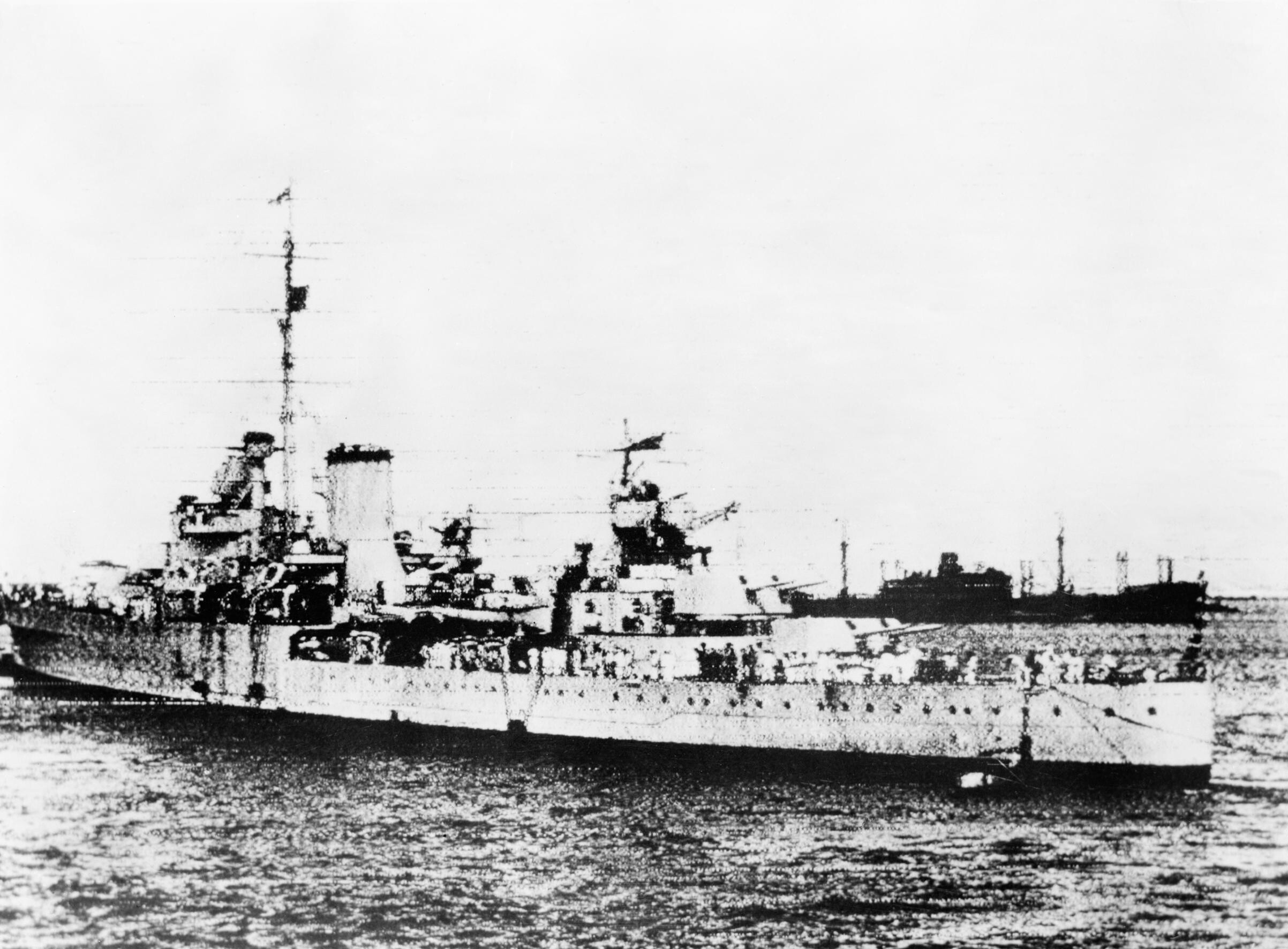
El HMS Ajax ingresa al puerto de Montevideo (al fondo se divisa al Tacoma, aprovisionador del Admiral Graf Spee, internado.)

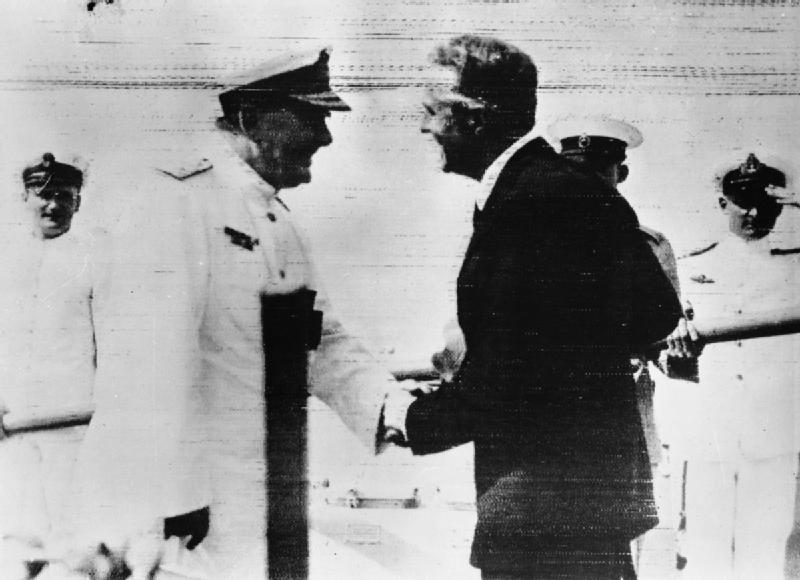
El comodoro Harwood se presenta al embajador británico en Montevideo el 3 de enero de 1940.

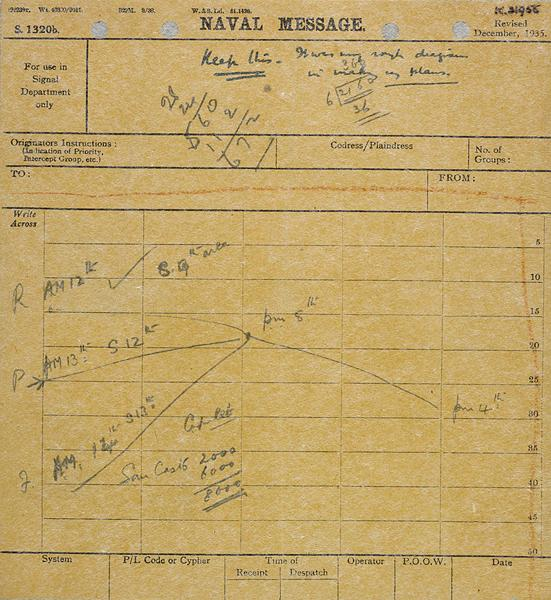
Telegrama con un diagrama de puño y letra de Harwood anticipando los movimientos del Admiral Graf Spee

En 1939, Harwood fue ascendido a Comodoro de flota en grado primero y en septiembre su división fue reforzada con la Fuerza G compuesta por los cruceros HMS Cumberland, HMS Exeter su buque insignia, HMS Achilles y HMS Ajax. En septiembre de 1939, El almirantazgo le encargó estar alerta y realizar la búsqueda de una unidad corsaria alemana que operaba contra la marina mercante británica en el océano Índico, la unidad bien podía ser de la clase Deutschland. Junto con la fuerza de Harwood destacada en el Atlántico sur, 23 navíos de la Home Fleet estaban movilizados para dar caza al corsario fantasma que ya había hundido 5 buques británicos frente al África Occidental.
El 2 de diciembre de 1939, Harwood recibió la pista que buscaba al recibir los comunicados del HMS Doric Star, el último carguero que se había hundido radiando la posición alertando de un acorazado de bolsillo que lo atacaba frente a África occidental.
Harwood supuso que el enemigo había dejado transmitir deliberadamente el mensaje para derivar su rastreo hacía esa área; y dedujo acertadamente que el enemigo cambiaría astutamente de escenario mientras le buscaban en las costas africanas occidentales, Harwood calculó que el enemigo aparecería en su zona de operaciones en las costas americanas en el Atlántico en 9 o 12 días más e hizo caso omiso de dirigirse frente a África.
En efecto, en la alborada del miércoles 13 de diciembre de 1939, la agrupación de Harwood en patrulla detectó frente a las costas del Brasil a un buque no identificado cuyo rastro de humo lo delataba, un vigía lo identificó como un acorazado, sin pensarlo dos veces, Harwood y su fuerza de tres cruceros; HMS Exeter, HMS Achilles y HMS Ajax se lanzaron a la caza del enemigo.
El navío identificado era el acorazado de bolsillo Admiral Graf Spee, superiormente artillado individualmente a cualquiera de las unidades que comandaba Harwood.
El capitán germano del Admiral Graf Spee, Hans Langsdorff al verse perseguido aceptó el combate y viró dirigiéndose hacía la unidad mejor artillada, el HMS Exeter resultando gravemente dañada e incendiada en el combate, el Admiral Graf Spee luego dio cuenta de las unidades menores dejándolas averiadas en menor grado. Sorpresivamente Langsdorff se retiró del combate cuando tenía la victoria en su mano ya que podía haber hundido fácilmente las tres unidades una a una; y se internó en Montevideo para reparaciones de emergencia por 72 horas, el 14 de diciembre.
Harwood que había sobrevivido en el HMS Exeter se trasladó al HMS Ajax envió al HMS Exeter a reparaciones a las islas Malvinas e hizo venir al HMS Cumberland para montar una pantalla de presencia de la Royal Navy frente a la desembocadura del Río de la Plata dando la impresión que si al enemigo se le ocurría escapar tendría que enfrentar una poderosa fuerza inglesa, para mientras, la fuerza H se movilizaba hacía la zona de combate. El ardid junto a un descomunal trabajo de inteligencia británica dio resultado y Langsdorff sintiéndose acorralado, inmoló su buque a la salida del estuario el 17 de diciembre de 1939.
El 3 de enero de 1940, el HMS Ajax con Harwood a bordo se presentó en el puerto de Montevideo como una unidad victoriosa ante la opinión pública ganándose la gloria para la Marina británica y la fama mundial precedente.
Harwood por el resultado de sus acciones fue ascendido a contralmirante y además nombrado nobiliariamente Caballero bajo los buenos auspicios de Winston Churchill.

## Teatro del Mediterráneo
En abril de 1942, Harwood fue ascendido a vicealmirante y fue nombrado Comandante en jefe de la Flota del Mediterráneo en reemplazo de sir Andrew Cunningham, enarbolando su bandera en el HMS Nilo, en ese cargo actuó como un Almirante de la Flota sin serlo. 

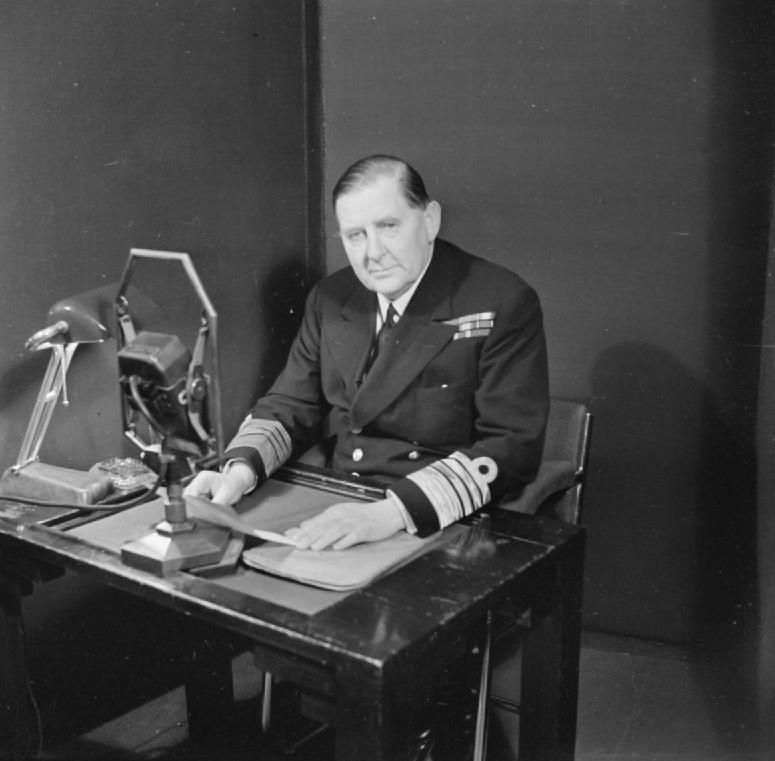
El vicealmirante Harwood en una alocución en una radio de El Cairo en 1943.

Bien sea porque Harwood no estaba preparado para su cargo o, la situación en África del norte se tornó dramática para el Octavo Ejército del mariscal Bernard Montgomery, una serie de desafortunadas operaciones navales de Harwood complicaron los suministros del Ejército inglés en aquel escenario bélico lo que provocó que Harwood bajo la insistencia de Montgomery cayera del podio de confianza de Churchill relevándole discretamente en 1943, frustrando su carrera naval.
Harwood fue nombrado honorariamente como jefe de las estaciones navales en las islas Shetland del Sur y en las Orcadas el resto de la guerra sin ver más acción y viviendo una apacible vida naval en medio del mundo en guerra.

## Vida final
A finales de 1945, Harwood solicita su retiro honroso y es ascendido a almirante antes de pasar a jubilación.
Harwood falleció 5 años después en su casa en Goring-on-Thames, Oxfordshire, el 9 de junio de 1950 a los 62 años de edad.